# Ana Martins
Ana Martins   (26 de març de 1972) és una nedadora angolesa. Va competir en dues proves als Jocs Olímpics d'Estiu de 1988.